# سمكة الشفافة

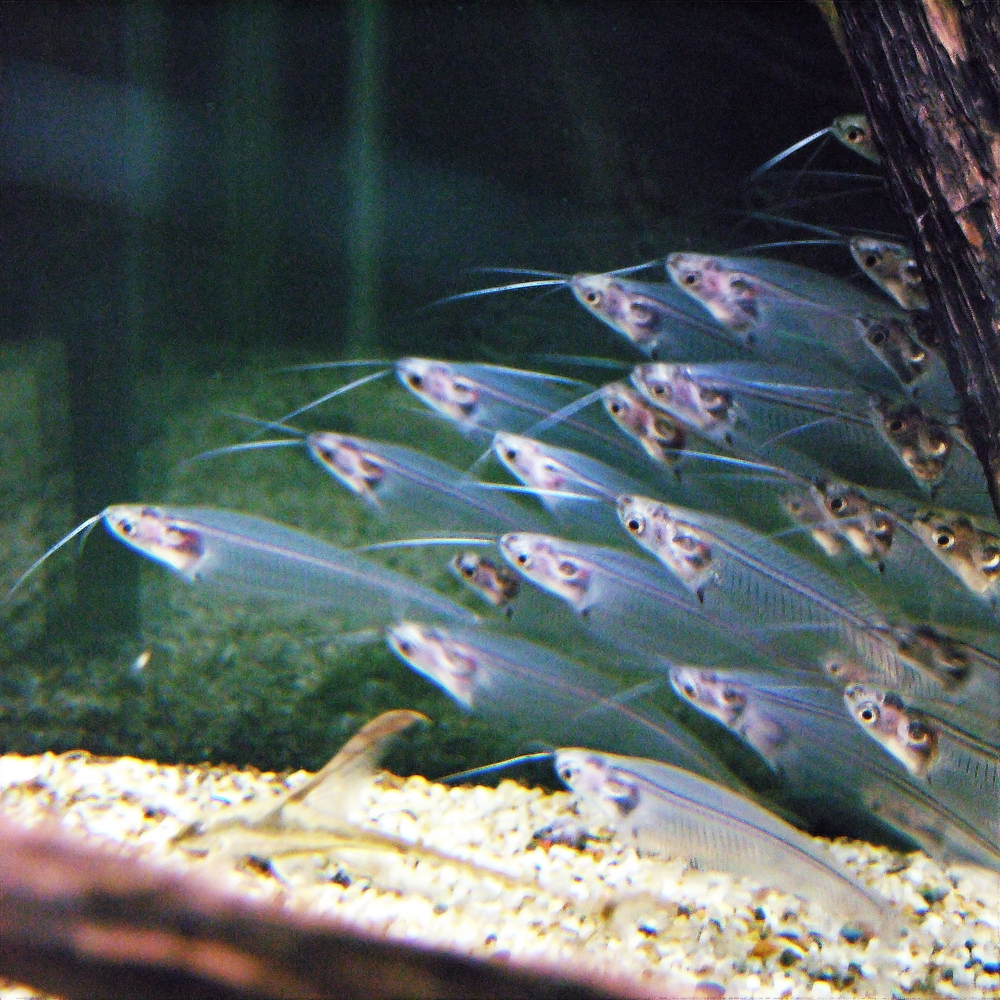

سمكة الشفافة (الاسم العلمي: Kryptopterus bicirrhis)، (بالإنجليزية: Glass Catfish)‏ تنتمي لعائلة سمك السلور.
وهي من أسماك الزينة ويطلق عليها السمكة الزجاجية، تعيش في اعماق البحار والمحيطات ويرجح سبب معرفتها سابقا من قبل الإنسان؛ لانها تتاخذ من شكلها وسيلة للتموية عن وجدها والاخفاء نفسها.